# Samia Chancrin
Samia Chancrin (* 19. Januar 1983 in München) ist eine deutsch-französische Schauspielerin und Regisseurin.

## Leben
Chancrin begann ihr Studium 2004 am Mozarteum in Salzburg und schloss es 2008 mit dem Diplom ab. Sie arbeitete als Schauspielerin auf der Bühne, etwa in Esslingen, Stuttgart und Berlin, sowie für Fernseh- und Kinofilme. Eigene Regiearbeiten verwirklichte sie unter anderem ab 2011 am Theater Esslingen und ab 2014 an der Neuen Bühne Senftenberg. Beim Filmfest München war sie 2007 nominiert für den „Förderpreis Deutscher Film“ in der Kategorie „Beste weibliche Darstellerin“. In dem Fatih-Akin-Film Aus dem Nichts übernahm sie die Rolle der Birgit. Samia Chancrin lebt in Berlin.

## Filmografie (Auswahl)
- 2012: Wir waren Könige (Kino)
- 2013: Lose Your Head
- 2014: Die Abschaffung (Kino)
- 2014: Spreewaldkrimi: Die Sturmnacht (Fernsehen)
- 2015: Das weiße Kaninchen (Fernsehen)
- 2016: Aus dem Nichts (Kino)
- 2016: Kommissarin Heller: Nachtgang (Fernsehen)
- 2016: Der Traum von der Neuen Welt (Fernsehen)
- 2017: Vorwärts immer! (Kino)
- 2017: Der Hauptmann (Kino)
- 2017: Fremde Tochter (Kino)
- 2017: SOKO Leipzig: Dienstschluss (Fernsehen)
- 2018: Vermisst in Berlin (Fernsehen)
- 2019: Ein starkes Team: Erntedank (Fernsehen)
- 2019: Pelikanblut (Kino)
- 2019: Smile (Kino)
- 2019: Dengler – Brennende Kälte (Fernsehen)
- 2019: SOKO Potsdam – Fluch der guten Tat (Fernsehen)
- 2019: Der Kriminalist – Die Richterin (Fernsehen)
- 2020: Deutschland 89 (Fernsehen)
- 2021: Jenseits der Spree – Tunnelblick (Fernsehen)
- 2021: Stralsund: Das Manifest
- 2021: Stralsund: Medusas Tod
- 2022: Der Barcelona-Krimi: Der Riss in allem
- 2023: Unbestechlich (Fernsehen)
- 2023: Seneca – Oder: Über die Geburt von Erdbeben (Seneca)
- 2024: Tatort: Dein gutes Recht